# Euploea aelia
Euploea aelia är en fjärilsart som beskrevs av Hans Fruhstorfer 1903. Euploea aelia ingår i släktet Euploea och familjen praktfjärilar. Inga underarter finns listade i Catalogue of Life.